# قائمة الكنس في المغرب
هذه قائمة الكنس في المغرب.

## أكادير
- Synagogue Beth-El

## الدار البيضاء
- كنيس بن هاروس
- Synagogue Em-Habanime
- Synagogue Tehila Le David
- معبد بيت إيل
- كنيس التدغي

## الصويرة
- بيعة شيم بينتو [الإنجليزية]
- كنيس سيمون آتياس [الإنجليزية]

## فاس
- كنيس ابن دنان

## مراكش
- Synagogue Beth-El
- Synagogue Slat Laazama

## الرباط
- Synagogue Talmud Torah

## طنجة
- Synagogue Chaar Rafael

## تطوان
- Synagogue Bengualid